# Sylvester (chanteur)
Sylvester James (né le 6 septembre 1947 à Los Angeles et décédé le 16 décembre 1988 à  San Francisco) est un chanteur américain de disco et soul.

## Biographie
Sylvester James est né le 6 septembre 1947 dans le quartier de Watts à Los Angeles, en Californie. Issu d'une famille aisée de Los Angeles, Sylvester est élevé par sa grand-mère, la chanteuse de blues Julia Morgan. Il a été élevé dans la foi chrétienne pentecôtiste. Il commence sa carrière à San Francisco dans les années 1970 au sein du groupe The Cockettes, aux côtés de Divine.
Il se lance en solo en 1977 avec un premier album qui n'obtient qu'un succès d'estime. Mais c'est avec son second album (Step II, porté par les tubes You Make Me Feel (Mighty Real) et Dance (Disco Heat)) qu'il connaît le succès dans son pays et à l'international. L'album est produit par Patrick Cowley et Harvey Fuqua.
Maquillé, androgyne, il apparaît comme une créature hors normes. Il n'hésite pas à aborder la sexualité (I Need Someone to Love Tonight, Menergy (en), Do You Wanna Funk (en), etc). Il est également l'interprète original du titre One Night Only (en). 
Séropositif, il s'engage dans la prévention et continue à enregistrer des albums destinés aux pistes de danse des boîtes de nuit. En 1985, il participe aux chœurs sur un album de son idole Aretha Franklin et Keith Haring illustre la pochette d'un de ses singles. Plusieurs de ses chansons font l'objet de reprises par Jimmy Somerville, Sandra Bernhard, Byron Stingily…
Le dernier album de Sylvester, Mutual Attraction (1986), est produit par Megatone, mais sous licence et publié par Warner Bros. Sur l'album, Sylvester travaille avec un grand nombre de collaborateurs, et inclut de nouveaux titres ainsi que des reprises de chansons de Stevie Wonder et de George Gershwin. L'un des singles de l'album, Someone Like You, a plus de succès, atteignant la première place du Billboard dance charts.
Sylvester décède de complications dues au SIDA en 1988, un an après son compagnon Rick.

## Vie personnelle
Sylvester était pentecôtiste et comparait souvent les sentiments extatiques qui accompagnaient ses performances sur scène à ceux ressentis dans une chorale gospel d’église pentecôtiste. Lorsque ses performances atteignaient une forte intensité émotionnelle, il pouvait parler de « messe »  ["We had a service"]. 
Dans les années 1980, il a rejoint la Love Center Church à East Oakland. Sylvester a demandé que ses funérailles soient organisées par le ministère au Love Center.
En 1984, il entame une relation avec un architecte nommé Rick Cranmer et, ensemble, ils emménagent dans un nouvel appartement dans les collines. Lors de l'édition du réveillon du Nouvel An 1987 de The Late Show Starring Joan Rivers, Sylvester officialise publiquement sa relation avec Rick Cranmer .

## Postérité
Une biographie est rédigée par le biographe Joshua Gamson et est publiée en 2005. Dans un article paru dans le magazine LGBT londonien Beige : The Provocative Cultural Quarterly, Stephen Brogan exprime son opinion selon laquelle, bien que la biographie de Gamson ait été bien documentée, elle avait une structure fragmentée et n'était donc pas « un plaisir à lire ». Entertainment Weekly qualifie le livre de « ludique et furieux » et lui attribue la note B+, le Boston Globe suggère qu'il était « aussi captivant que l'époque qu'il ressuscite avec tant d'énergie », et le San Francisco Chronicle rapporte que l'auteur « peint soigneusement la tapisserie sociale changeante dans l'histoire de la vie de son sujet sans jamais retirer Sylvester de l'avant-plan »
En 2010, la série télévisée américaine Unsung diffusait un épisode sur Sylvester, qui est ensuite mis à disposition sur YouTube. En 2014, Sylvester devient l'une des premières personnes honorées lors de la Rainbow Honor Walk, un genre de Walk of Fame au Castro de San Francisco, soulignant les personnes LGBTQ qui ont « apporté des contributions significatives dans leurs domaines »,,.
Madonna lui rend hommage en 2023-2024 lors de l'interprétation de sa chanson Live to tell parmi d'autres artistes, amis ou croisés et morts du sida. Un grand portrait de Sylvester trônant derrière elle durant une ballade très émouvante interprétée durant le Celebration tour.

## Discographie

### Albums studio
- 1973 - Sylvester and the Hot Band (sous Sylvester and the Hot band)
- 1973 : Bazaar (sous Sylvester and the Hot band)
- 1977 : Sylvester
- 1978 : Step II
- 1979 : Stars
- 1980 : Sell My Soul
- 1981 : Too Hot to Sleep
- 1982 : All I Need
- 1983 : Call Me
- 1984 : M-1015
- 1985 : 12 by 12
- 1986 : Mutual Attraction
- 1989 : Immortal

### Album live
- 1979 : Living Proof

### Singles
- 1973 : Southern Man (sous Sylvester and the Hot Band)
- 1973 : Down on Your Knees (sous Sylvester and the Hot Band)
- 1977 : Down, Down, Down
- 1977 : Over and Over
- 1978 : Dance (Disco Heat)
- 1978 : You Make Me Feel (Mighty Real)
- 1979 : I (Who Have Nothing)
- 1979 : Stars
- 1979 : Can't Stop Dancing
- 1980 : You Are My Friend
- 1980 : I Need You
- 1980 : Sell My Soul
- 1981 : Here Is My Love
- 1981 : Ooh Baby Baby
- 1981 : Give It Up (Don't Make Me Wait)
- 1981 : Magic Number (avec Herbie Hancock)
- 1982 : Do You Wanna Funk? (avec Patrick Cowley)
- 1982 : Don't Stop
- 1982 : Tell Me
- 1982 : Be with You
- 1982 : All I Need
- 1983 : Don't Stop
- 1983 : Tell Me
- 1983 : Hard Up
- 1983 : Band of Gold
- 1983 : Too Late
- 1983 : One Night Only
- 1983 : Trouble in Paradise
- 1984 : Stargazing (avec Earlene Bentley)
- 1984 : Good Feeling
- 1984 : Call Me
- 1984 : Menergy
- 1984 : Rock the Box
- 1985 : Take Me to Heaven
- 1985 : Sex
- 1985 : Takin Love into My Own hand
- 1985 : Lovin Is Really My Game
- 1986 : Living for the City
- 1986 : Someone Like You
- 1987 : Mutual Attraction
- 1987 : Sooner or Later

### Participations
- 1972 : Lights Out San Francisco